# Isabel Blanco (handball)
Pour les articles homonymes, voir Isabel Blanco et Blanco.
Isabel Blanco, née le 10 mai 1979 à Bergen, est une handballeuse internationale norvégienne évoluant au poste de pivot. Avec l’équipe nationale de Norvège, elle est double championne d'Europe en 2004 et 2008.

## Biographie
Son père, Fernando, est un ancien footballeur espagnol qui a évolué dans les années 1970 dans le club norvégien de Brann Bergen.

## Palmarès

### Sélection nationale
championnats d'Europe
- vainqueur du championnat d'Europe 2004
- vainqueur du championnat d'Europe 2008

### Clubs
compétition internationales
- vainqueur de la Coupe d'Europe des vainqueurs de coupe en 2004 (avec Ikast Bording EH)
- vainqueur de la coupe EHF en 2002 et 2011 (avec FC Midtjylland)
- finaliste de la coupe EHF en 2007 (avec FC Midtjylland)

compétition nationales
- championne du Danemark en 2011 (avec FC Midtjylland) (vice-championne en 2002, 2003, 2005, 2008)
- vainqueur de la coupe du Danemark en 2001 (avec Ikast Bording EH)
- championne de Norvège en 2012, 2013, 2014 (avec Larvik HK)
- vainqueur de la coupe de Norvège en 2012, 2013, 2014 (avec Larvik HK)

### Distinctions individuelles
- élue meilleure pivot du championnat du Danemark en 2006, 2008 et 2009[4]

## Galerie

Le 15/11/2014 contre Metz (Ligue des champions)
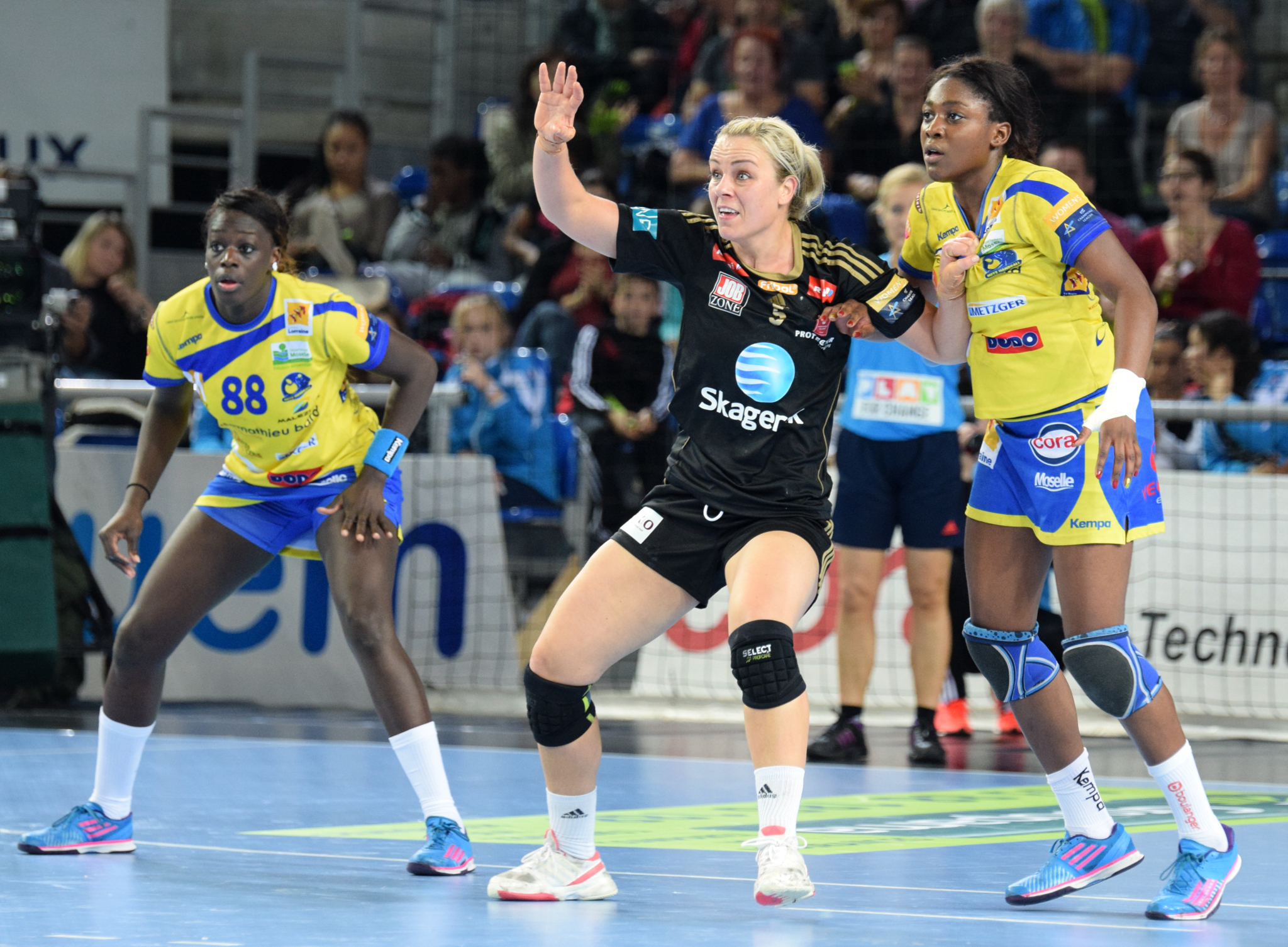
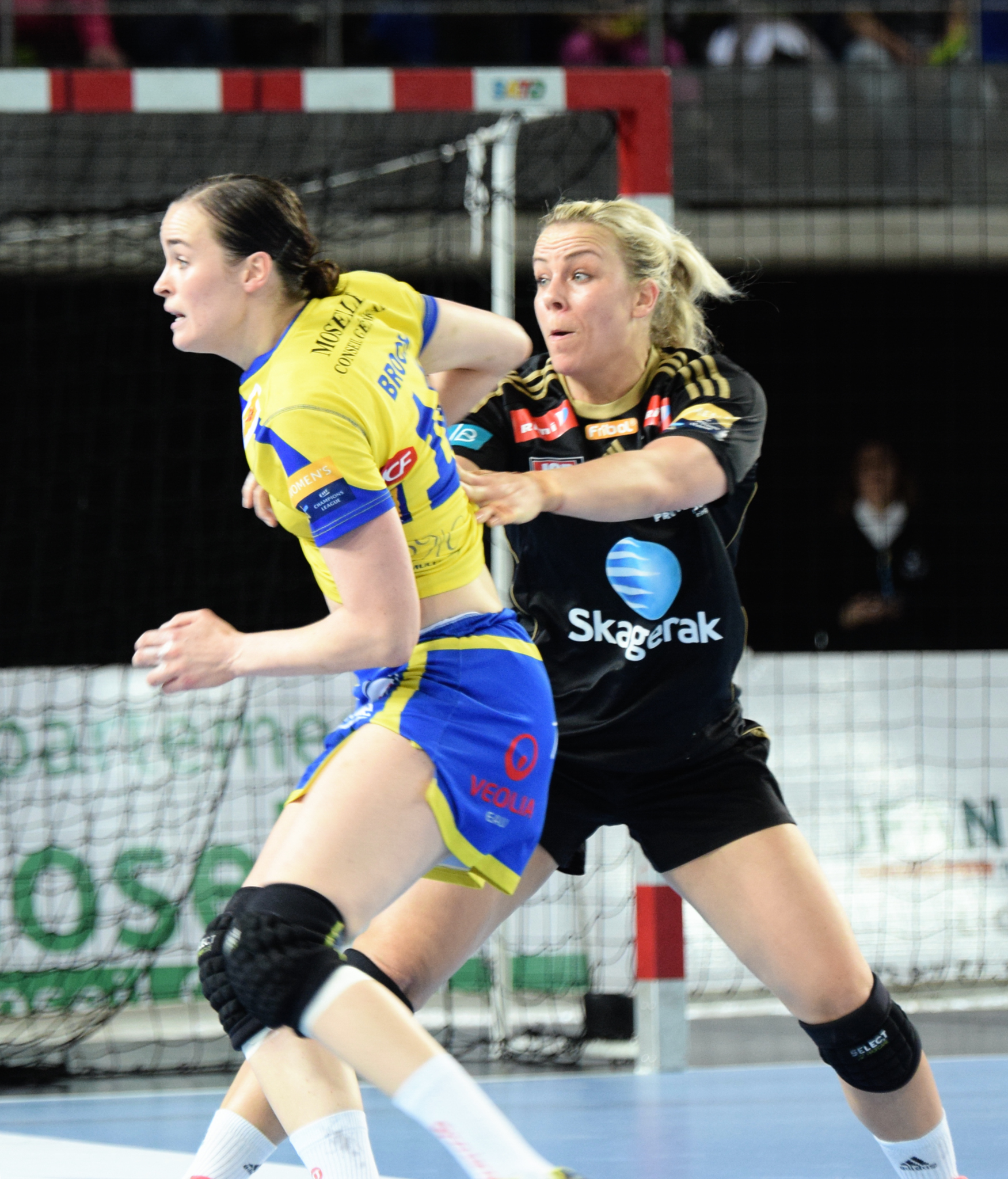
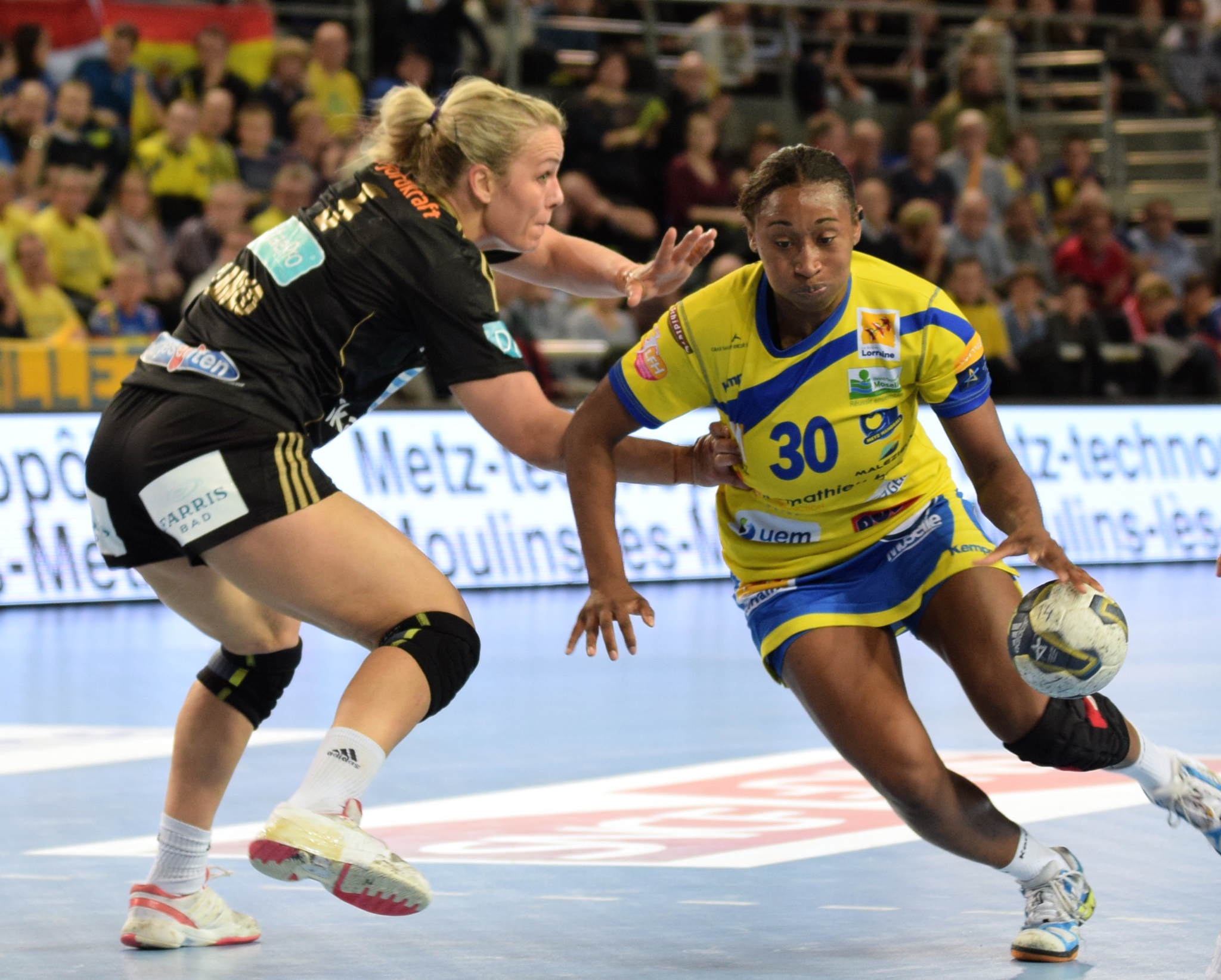
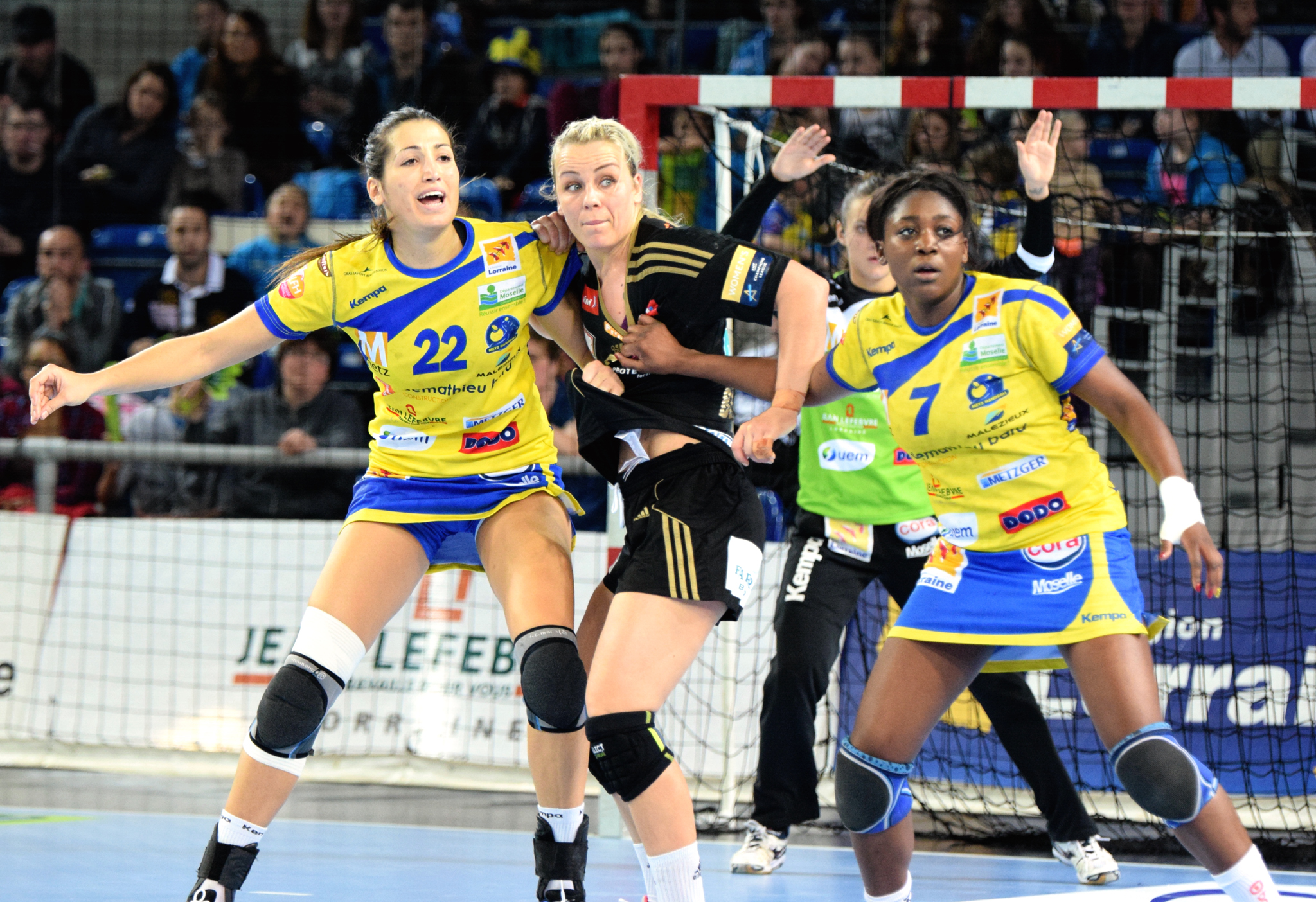